# Loverboy (Lied)
Loverboy ist ein Lied von Billy Ocean aus dem Jahr 1984, das von ihm, Robert Lange und Keith Diamond geschrieben wurde.

## Song
Der Song handelt von dem unbedingten Willen einer Person, der „Loverboy“ seiner angebeteten Person zu sein.
Das Lied wurde im November 1984 veröffentlicht und ein Top-20-Hit in Deutschland. In den USA erreichte er in den Billboard Hot 100 Platz zwei und in den Dance-Charts Platz eins. Der Song ist 4:11 Minuten lang und wurde als zweite Single des Albums Suddenly veröffentlicht; auf der B-Seite befindet sich ein Remix des Songs.

## Musikvideo
Das Musikvideo wurde in Durdle Door, England gedreht und erinnert ein wenig an Szenen aus dem Film Krieg der Sterne. Auf einem fremden Planeten nähert sich ein berittener Alien einer Bar mit allerlei verschiedener Weltraumwesen. Er hat starkes Interesse an einem weiblichen Wesen, hierzu streckt er deren schmierigen Partner mit einer Strahlenwaffe nieder. Er raubt das Fräulein und flüchtet mit ihr auf seinem Pferd Richtung Sonnenuntergang.

## Coverversionen
- 1997: Bruce Springsteen
- 2001: Jess & Crabbe (In Your Eer)